# Espadín

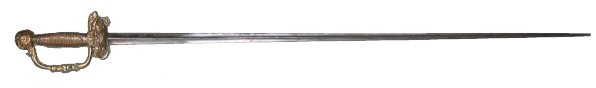
Espadin.

El espadín es el arma predecesora de la espada, una de las tres hojas que se utilizan en esgrima deportiva. 
Originariamente, el espadín era un arma dura, ligera, con una hoja que pesaba unos 750 g. Esto podría parecer insignificante, pero combinado con la forma de la hoja, que en sección transversal era triangular, y con su longitud de 1,09 a 1,14 m, la épeé era un arma de aspecto impresionante. Se usaba como prenda en algunos uniformes.
Esta arma de origen francés, que ha evolucionado de la espada ropera, no puede cortar pero es ligera, rígida debido a su sección triangular, siendo excelente para esquivar golpes y dar estocadas. Aunque su principal función era formar parte de la vestimenta, el espadín era un arma mortal en duelos. 
Se creó una variante del espadín empleada como arma de entrenamiento, el florete, que sería una de las tres armas de la esgrima clásica y, en el siglo XX, de la esgrima deportiva.
El espadín no era, junto con el florete y el sable, una de las tres armas de la esgrima clásica; esto es un error muy común. La espada de duelo (epeê de duel) era un tipo de espada ligera de duelo, en uso durante el siglo XIX, que no debe confundirse con el espadín, cuya época de mayor popularidad fue el siglo XVIII. Con el nacimiento de la esgrima deportiva, la espada de duelo evoluciona a la espada que a día de hoy se emplea en dicho deporte olímpico. La principal diferencia entre la espada de duelo y la espada de esgrima es que la segunda tiene la punta roma para no herir al rival. El espadín y la espada de duelo son, por lo tanto, dos tipos distintos de espada.

## La espada en la esgrima deportiva
La espada, una de las tres armas usadas en esgrima (junto con el florete y sable), procede del espadín. Desde entonces posee unas dimensiones y reglas específicas:
Su longitud máxima es de 110 cm, su peso máximo es de 770 g. Es el arma más pesada de las empleadas en esgrima. Su hoja es de acero templado flexible, de sección triangular y sin bordes cortantes.
El tocado se produce de estocada, es decir, solo con la punta del arma, donde se encuentra situado un sensor electrónico.
- Datos: Q23954892
- Multimedia: Smallswords / Q23954892